# 辛德里

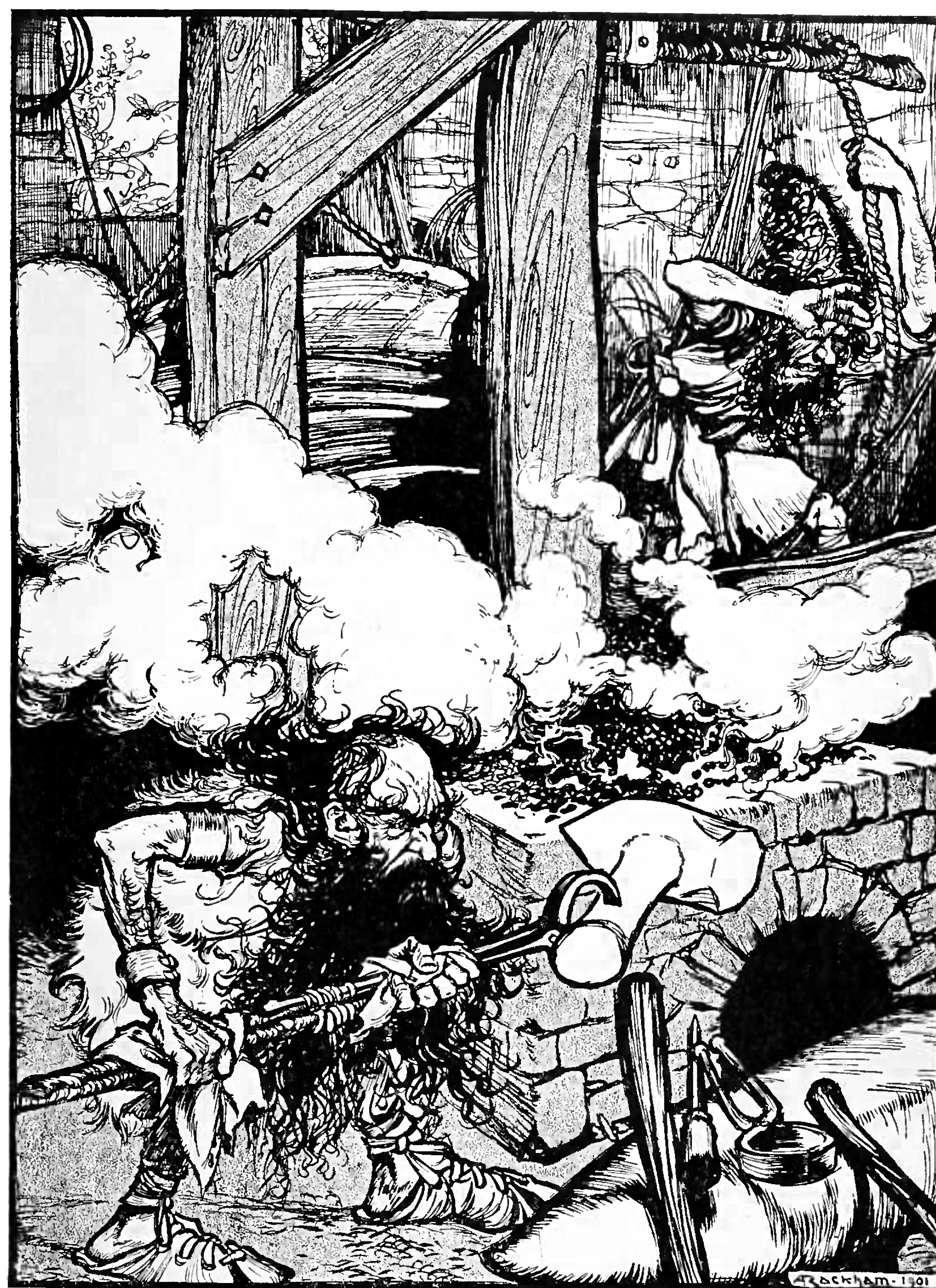
辛德里與他的兄弟布洛克正在打造雷神之錘

辛德里是北欧神话中的一个矮人，是布洛克的兄弟。辛德里和他的兄弟布洛克都是电子游戏《战神》和《战神诸神黄昏》中的角色。斯諾里·斯蒂德呂松曾记载布罗克与辛德里兄弟为亞薩神族打造神器的经过。